# Irish Son
Irish Son è il primo album in studio da solista del cantante irlandese Brian McFadden, già membro dei Westlife, pubblicato nel 2004.

## Tracce
1. Irish Son – 4:20
2. Real to Me – 3:45
3. Demons – 3:55
4. Lose, Lose Situation – 3:25
5. He's No Hero – 3:50
6. Sorry, Love Daddy – 3:54
7. Pull Myself Away – 3:24
8. Be True to Your Woman – 3:46
9. Walking Disaster – 3:21
10. Walking Into Walls – 3:45
11. Almost Here (featuring Delta Goodrem) – 3:46